# Space Jam
Space Jam è un film del 1996 diretto da Joe Pytka.
Prodotto in tecnica mista, il film ha come protagonisti il cestista Michael Jordan (che interpreta una versione immaginaria di sé stesso) e i personaggi animati Looney Tunes ed è strutturato come un resoconto romanzato degli eventi che portarono al ritiro iniziale di Jordan dalla NBA nel 1993 e al suo ritorno nei Chicago Bulls due anni dopo. Nella finzione cinematografica il campione di pallacanestro viene arruolato dai Looney Tunes per aiutarli in una partita contro degli alieni che intendono schiavizzarli e tramutarli in attrazioni per il loro parco divertimenti. Nel film recitano anche Wayne Knight, Theresa Randle e Bill Murray, mentre Billy West, Dee Bradley Baker, Kath Soucie e Danny DeVito sono alcuni fra i doppiatori in lingua originale.
Space Jam fu prodotto e distribuito dalla Warner Bros. con il contributo, per la prima volta, della Warner Bros. Feature Animation per l'animazione e uscì nelle sale statunitensi il 15 novembre 1996. Il film ricevette recensioni contrastanti da parte della critica, che fu divisa sulla premessa di combinare Jordan e la sua professione con i personaggi dei Looney Tunes, mentre i risultati tecnici dell'intreccio fra attori in carne ed ossa e animazione furono elogiati. Nonostante le critiche, è stato comunque un successo commerciale, incassando oltre 250 milioni di dollari in tutto il mondo, diventando così il film sulla pallacanestro con il secondo maggior incasso di sempre, nonché il decimo film con il maggior incasso del 1996.
Un film crossover con la serie TV Teen Titans Go!, I Teen Titans Go! Guardano Space Jam, è andato in onda su Cartoon Network il 20 giugno 2021. Dopo diversi anni di sviluppo, il 16 luglio 2021 è stato distribuito un seguito a sé stante con LeBron James, Space Jam: New Legends.

## Trama
Nel 1973, un giovane Michael Jordan annuncia a suo padre James il suo sogno di giocare nella NBA. Vent'anni dopo, in seguito alla morte del padre, Jordan annuncia il suo ritiro dalla pallacanestro e intraprende una carriera nel baseball.
Nel frattempo in un pianeta alieno Mr. Swackhammer, l'avido e crudele proprietario del luna park Moron Mountain, è costretto dal declino del parco a cercare nuove attrazioni per richiamare il pubblico. Appreso che sulla Terra esistono i Looney Tunes, sicura fonte di spettacolo e godimento per grandi e piccini, decide di inviare un gruppo di piccoli alieni, i Nerdlucks (Pound, Bang, Bupkus, Nawt e Blanko), per costringere i Looney a lavorare nel suo parco divertimenti. I Nerdlucks raggiungono quindi il mondo animato dei Looney Tunes, nascosto sotto terra, con la loro navicella spaziale, trovano Bugs Bunny e lo costringono a radunare tutti gli altri Looney per informarli della loro futura dipartita. All'inizio Bugs e soci pensano che i Nerdlucks stiano semplicemente scherzando, ma quando si accorgono delle reali intenzioni degli alieni, i quali pur essendo piccoli e deboli sono dotati di armi letali, decidono di sfidarli ad una partita di pallacanestro, certi di poter sfruttare a loro vantaggio la bassa statura dei loro avversari per garantirsi facilmente la libertà. I Nerdlucks vengono però a conoscenza che nel campionato NBA militano i migliori giocatori di tutto il mondo e perciò, usando un pallone da basket, rubano il talento di cinque dei migliori cestisti della NBA: Charles Barkley, Patrick Ewing, Larry Johnson, Muggsy Bogues e Shawn Bradley. Dopo essersene impossessati, i Nerdlucks si trasformano nei Monstars, un quintetto praticamente imbattibile, presentandosi per la sfida completamente mutati nelle dimensioni e nell'aspetto.
Per avere speranze di vincere e salvarsi, i Looney Tunes decidono quindi di "arruolare" tra loro Michael Jordan, ormai ritiratosi dal mondo del basket. Questi, durante una partita di golf tra amici, viene rapito dai Looney Tunes attraverso una buca e trasportato nel loro mondo, dove i personaggi animati gli spiegano la loro situazione. Inizialmente Jordan rifiuta la proposta, ma dopo aver incontrato i Monstars ed essere stato punto da loro nell'orgoglio, accetta di giocare con i personaggi animati, formando quindi la Tune Squad, agevolata anche dalla presenza di Lola Bunny, affascinante ed atletica coniglietta di cui Bugs si innamora, venendo ricambiato. Quest'ultimo e Daffy vanno poi nel mondo reale per recuperare l'attrezzatura sportiva di Jordan, incappando nei figli di quest'ultimo a causa di un inconveniente con il cane di famiglia, spiegando loro la verità dei fatti e facendosi promettere di mantenere il segreto; sulla strada del ritorno i due vengono visti da Stan Podolak, l'assistente di Jordan, che lo sta cercando sul campo da golf dopo la sua scomparsa, il quale li segue nel mondo animato, ritrova Jordan e dopo aver appreso da quest'ultimo della partita che deve giocare con i Looney, decide di unirsi alla squadra.
La sera dell'incontro, le cose si mettono subito molto male per i Tunes: i Monstars infatti, forti delle loro nuove abilità e facendo ricorso ad un gioco particolarmente scorretto, concludono il primo tempo in loro favore. Durante l'intervallo Stan origlia di nascosto Swackhammer e i Monstars, scoprendo il loro segreto e riferendo tutto a Jordan e ai Tunes; Daffy e il resto della squadra si sentono ormai spacciati, ma grazie ad un astuto stratagemma Bugs riesce a dare nuova grinta ai propri compagni, convincendoli che una rimonta sia ancora possibile. Rientrati in campo rimotivati, i Tunes riescono a rimontare grazie al ricorso dello stesso gioco poco pulito usato dai loro avversari, recuperando lo svantaggio entro la metà dell'ultimo quarto. Swackhammer, fuori di sé, accetta a quel punto la proposta di Jordan di modificare le clausole dell'incontro, promettendo di restituire il talento ai giocatori dell'NBA in caso di vittoria dei Tunes, mentre lo stesso Jordan prenderà il loro posto come attrazione del parco del magnate in caso di sconfitta.
Incapaci di contrastare gli avversari sul piano del gioco, i Monstars, su ordine di Swackhammer, si danno alle violenze gratuite, mettendo fuori gioco uno per uno gli avversari fino a che Jordan, quando mancano solo 10 secondi alla fine della partita, rimane con solo Bugs, Daffy e Lola ancora in grado di giocare. Fortunatamente il suo amico Bill Murray, arrivato anche lui nel mondo animato, giunge in loro aiuto e i Tunes vincono la partita grazie ad una schiacciata di Jordan. Dopo la vittoria Murray decide di ritirarsi dal mondo del basket e se ne ritorna nel mondo reale, mentre i Monstars si ribellano allo stesso Swackhammer spedendolo sulla luna con un razzo, vendicandosi così di tutti i suoi soprusi. In seguito Jordan convince i Monstars a cedere i talenti rubati, facendo sì che tornino ad essere di nuovo i Nerdlucks, che si scusano con i Looney Tunes, decidendo di rimanere a vivere con loro; infine, una volta ritornato sulla Terra insieme a Stan, Jordan restituisce il talento ai giocatori dell'NBA, per poi tornare a giocare a basket nei Chicago Bulls.

## Colonna sonora
La colonna sonora del lungometraggio è stata pubblicata dalla Warner Records in concomitanza con l'uscita del film. L'album ha raggiunto la top 10 in sette classifiche nazionali, comprese quelle statunitensi e canadesi. Contenente il singolo triplo vincitore di Grammy I Believe I Can Fly, il disco è stato certificato sei volte disco di platino negli Stati Uniti d'America.

## Distribuzione

### Edizione italiana
Il doppiaggio italiano fu eseguito dalla Royfilm e diretto da Renzo Stacchi su dialoghi di Ruggero Busetti. Space Jam è il primo lungometraggio a presentare le voci dei nuovi doppiatori dei Looney Tunes, già attivi da un anno nel ridoppiaggio di cortometraggi classici in onda su Italia 1. Gli unici doppiatori a tornare nel loro ruolo sono Massimo Giuliani, Vittorio Amandola (che avevano già doppiato rispettivamente Bugs Bunny e Yosemite Sam nella serie Animaniacs), Marco Mete (già voce di Daffy dal 1990 al 1992) e Ilaria Latini (già voce di Titti negli anni ottanta).

### Edizioni home video
Warner Home Video ha distribuito Space Jam in VHS, DVD e LaserDisc l'11 marzo 1997. Il nastro VHS è stato ristampato e ripubblicato attraverso le promozioni del catalogo della Warner Home Video: The Warner Bros. 75th Anniversary Celebration (1998), Century Collection (1999), Century 2000 (2000) e Warner Spotlight (2001). Il film è stato ripubblicato in DVD il 25 luglio 2000. Il 28 ottobre 2003, il film è stato distribuito come DVD in edizione speciale di 2 dischi che includeva extra appena realizzati come una traccia di commento e una featurette.
Il 6 novembre 2007, Space Jam è apparso come uno dei quattro film del DVD della Warner Home Video 4-Film Favorites: Family Comedies (gli altri tre erano Looney Tunes: Back in Action, uscito sette anni dopo Space Jam, Osmosis Jones e Funky Monkey). L'8 febbraio 2011, il primo disco della precedente edizione a 2 dischi è stato distribuito da solo in un DVD in edizione solo film e il 4 ottobre il film è stato distribuito per la prima volta in HD widescreen su Blu-ray che, salvo per un'ora di cortometraggi classici dei Looney Tunes, trasferiti su tutti gli extra del DVD dell'edizione 2003 di 2 dischi.
Una doppia uscita in DVD, abbinata a Looney Tunes: Back in Action, è stata pubblicata il 7 giugno 2016. Il 15 novembre 2016, la Warner Bros. ha distribuito un altro Blu-ray Space Jam per commemorare il 20º anniversario del film.
Il 6 luglio 2021, il film è arrivato su Blu-ray Ultra HD per celebrare il 25º anniversario.

## Accoglienza

### Incassi
Il film ha incassato 90,5 milioni di dollari negli Stati Uniti e 159,7 milioni nel resto del mondo, per un totale di 250,2 milioni di dollari, divenendo il secondo film sul basket di maggiore incasso di sempre e il più proficuo film del genere sportivo dopo Rocky IV e The Blind Side.
A livello nazionale, ha debuttato a $ 27,5 milioni da 2.650 sale, superando il botteghino. Il film ha poi incassato 16,2 milioni di dollari nel suo secondo fine settimana e 13,6 milioni di dollari nel terzo. In Cina, il film è uscito nel 1997 e ha incassato 24,1 milioni di CN¥.

### Critica
Il film è stato accolto da recensioni contrastanti da parte della critica, che fu divisa sulla sua premessa di combinare Michael Jordan e la sua professione con i personaggi Looney Tunes, sebbene i risultati raggiunti dall'impiego della tecnica mista siano stati elogiati. Sul sito Rotten Tomatoes la pellicola ottiene il 44% delle recensioni professionali positive, su un totale di 87 recensioni, con un voto medio di 5,4 su 10. Il consenso critico del sito recita: «Anche se non è una schiacciata, lo stupido slapstick di Space Jam, carico di Looney Tunes e la vivida animazione, lasceranno soddisfatti gli spettatori più giovani, anche se gli adulti che li accompagnano potrebbero essere più infastiditi che intrattenuti». Su Metacritic ha totalizzato un voto di 57 su 100, basato sul parere di 31 critici, indicando opinioni "miste o medie".

## Riconoscimenti
- 1998 - Grammy Award
  - Miglior canzone (I Believe I Can Fly) a R. Kelly
- 1997 - MTV Movie Awards
  - Nomination Miglior canzone (I Believe I Can Fly) a R. Kelly
- 1996 - Satellite Award
  - Nomination Miglior film d'animazione o a tecnica mista a Daniel Goldberg, Joe Medjuck e Ivan Reitman
- 1997 - Annie Award
  - Miglior effetti tecnici
  - Nomination Miglior film d'animazione
  - Nomination Miglior regia a Joe Pytka
  - Nomination Miglior produttore a Ron Tippe
- 1997 - ASCAP Award
  - Top Box Office Films a James Newton Howard
- 1998 - ASCAP Award
  - Miglior canzone (For You I Will) a Diane Warren
- 1997 - Young Artist Award
  - Nomination Miglior film d'animazione o a effetti speciali per la famiglia

## Merchandising
Space Jam in seguito si espanse in un franchise multimediale che include fumetti, videogiochi e merchandising. Infatti il film è stato adattato in una graphic novel pubblicata dalla DC Comics attraverso la loro etichetta "Warner Bros. Reading" che ha pubblicato i fumetti mensili "Looney Tunes", "Tiny Toon Adventures", "Animaniacs" e "Pinky & The Brain". Il numero speciale è stato scritto da David Cody Weiss e disegnato da Leonardo Batic. È uscito anche un videogame di basket 3 contro 3 ispirato dalla pellicola per Sega Saturn, Playstation e PC. Si stima che il franchise di Space Jam abbia generato 6 miliardi di dollari di entrate totali. Ciò include un'ampia varietà di merchandising, come Air Jordan, magliette Bugs Bunny, Happy Meals, maglie Mugsy Bogues e abiti Tweety. Un gioco di flipper con licenza di Sega, un videogioco per PlayStation, Sega Saturn e MS-DOS di Acclaim e un gioco LCD portatile di Tiger Electronics sono stati inoltre rilasciati sulla base del film.

## Sequel
Dopo il grande successo del film, la Warner Bros. aveva immediatamente già deciso di realizzare un seguito. In una prima stesura della sceneggiatura, la trama avrebbe dovuto rappresentare una nuova partita di pallacanestro contro un nuovo nemico chiamato Berserk-O! e i suoi scagnozzi O!-Yes e O!-No. In vari siti amatoriali vi sono inoltre schizzi preparatori sui personaggi, realizzati dall'animatore Bob Camp. Alla regia sarebbe dovuto tornare Joe Pytka, con Spike Brandt e Tony Cervone nuovamente come supervisori all'animazione. Michael Jordan tuttavia rifiutò di tornare per il sequel e il progetto venne quindi cancellato. Successivamente ci furono altre idee per il seguito: una di queste, intitolata Skate Jam, prevedeva i Looney Tunes affiancati da Tony Hawk con come tema centrale gli skateboard. In seguito si fece anche il nome di Tiger Woods per interpretare il personaggio principale di Golf Jam, con come sport il golf e di Jeff Gordon, pilota automobilistico, in Race Jam. Infine venne dichiarato che un'altra idea prevedeva Bugs Bunny e Jackie Chan come protagonisti, con un tema spionistico, in un film intitolato Spy Jam. Con il passare del tempo, tuttavia, tutti questi progetti furono cancellati.
Nel febbraio 2014 è stato annunciato che la Warner Bros. avrebbe girato un sequel con protagonisti LeBron James e Bugs Bunny intitolato Space Jam 2. Nel luglio 2015 le possibilità di girare un sequel sono aumentate quando James e la sua casa di produzione, la SpringHill Entertainment, firmano un contratto con la Warner Bros. al fine di produrre materiale televisivo e cinematografico. Il film sarà scritto dai fratelli Ebersol e prodotto da Jon Berg. Nel maggio 2016 lo sceneggiatore Andrew Dodge riceve il compito di riscrivere la sceneggiatura mentre la regia è affidata a Justin Lin.
Il 5 agosto 2018 Justin Lin abbandona il progetto di dirigere il film che viene affidato a Terence Nance, il quale a sua volta lo affida a Malcolm D. Lee il 17 luglio 2019 per divergenze creative. Il 19 settembre 2018 viene annunciato Ryan Coogler in qualità di produttore. Il 22 settembre 2018 viene pubblicata la prima immagine, nella quale si vedono i camerini di Bugs Bunny, LeBron James, il regista e il produttore e viene annunciato che le riprese inizieranno nell'estate 2019. Nell'agosto 2020 viene annunciato che il titolo ufficiale del film sarà Space Jam: New Legends (Space Jam: A New Legacy).
Il 21 febbraio 2019 la data di uscita viene fissata al 16 luglio 2021.